# Hjuldaggkåpa

Hjuldaggkåpa, Alchemilla propinqua, är en apomiktisk biart till vanlig daggkåpa (Alchemilla vulgaris].

## Utseende
Bladen är runda utan större inskärningar.
Förväxlingsart betesdaggkåpa, Alchemilla monticola.

## Habitat
Hjuldaggkåpan finns på vallar, torra ängar, vägkanter, gräsmattor och ruderatmarker.

## Utbredning
Växten är sällsynt i Sverige från Småland till Torne lappmark, vanlig i en liten biotop i gränsområdet nordöstra Finland/Ryssland samt i ett smalt bälte från södra Tyskland och österut ungefär till Uralbergen.
Den saknas i övriga Norden.
Hjuldaggkåpa är inte rödlistad i Örebro län, men anses enligt en inventering 2005 av länsstyrelsen missgynnad (kategori NT) i detta län. 

## Etymologi
Namnet Alchemilla har släktet fått på grund av att man tidigare trodde att den lilla vattendroppe, som tidiga morgnar samlas i daggkåpors blad genom guttation (som alltså, växtens namn till trots, inte är dagg) var en viktig ingrediens för alkemister. Ordet alchemilla kan härledas från arabiska al kemelyeh = kemi 
Propinqua av latin propinguus = närbesläktad.
Det svenska namnet hjuldaggkåpa syftar på att de nästan cirkelrunda bladen kan liknas vid ett hjul.

### Fotnoter
1. ↑  Övervakning av rödlistade växter och svampar i Örebro län[död länk], sida 17
2. ↑  Elias Wessén: Våra ord, deras uttal och ursprung, Norstedts, Stockholm 1966

### Webbkällor
- Den virtuella floran . Här finns utbredningskartor för norra halvklotet med specialkarta för Norden.